# Domaine de Hamada

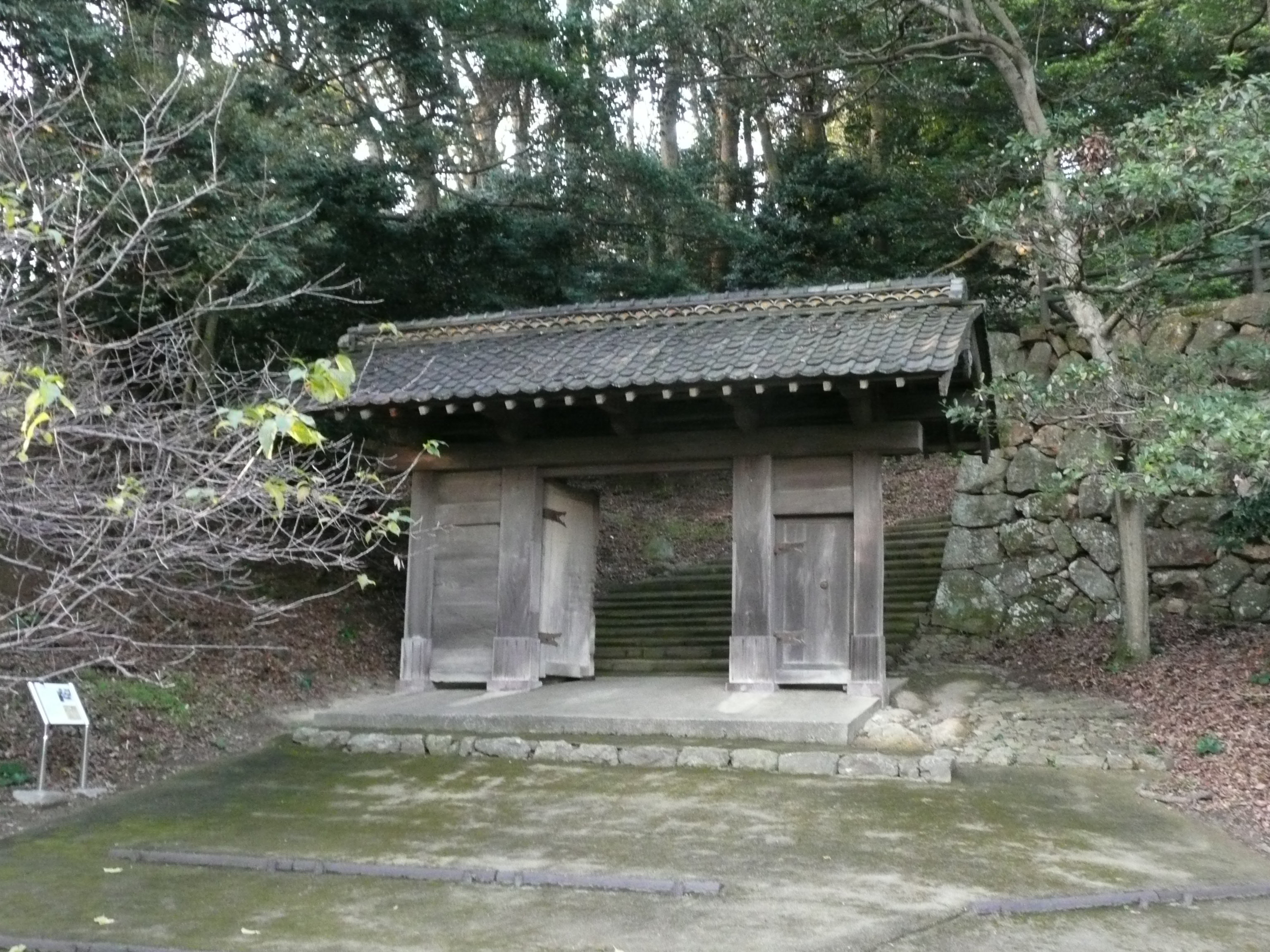
La porte du château de Hamada.

Le domaine de Hamada (浜田藩, Hamada-han) est un domaine féodal japonais de l'époque d'Edo situé dans la province d'Iwami, aujourd'hui Hamada, préfecture de Shimane. La fin du domaine survient quand il est envahi par les forces du domaine de Chōshū, ce qui a pour conséquence l'absorption de Hamada dans le territoire de Chōshū.

## Liste des daimyo
- Clan Furuta, 1619-1648 (tozama daimyo ; 54 000 koku)

1. Shigeharu
2. Shigetsune

- Clan Matsudaira (Matsui), 1649-1759 (fudai daimyo ; 50 000 koku)

1. Yasuteru
2. Yasuhiro
3. Yasukazu
4. Yasutoshi
5. Yasuyoshi

- Clan Honda, 1759-1769 (fudai daimyo ; 50 000 koku)

1. Tadahiro
2. Tadamitsu
3. Tadatoshi

- Clan Matsudaira (Matsui), 1769-1836 (fudai daimyo ; 55 000 → 65 000 koku)

1. Yasuyoshi
2. Yasusada
3. Yasutō
4. Yasutaka

- Clan Matsudaira (Ochi), 1836-1866 (shinpan daimyo ; 61 000 koku)

1. Nariatsu
2. Takeoki
3. Takeshige
4. Takeakira

## Source de la traduction
- (en) Cet article est partiellement ou en totalité issu de l’article de Wikipédia en anglais intitulé « Hamada Domain » (voir la liste des auteurs).